# Castillo palacio de Paúles
El castillo palacio de Paúles, era una fortaleza de ya existente en el siglo XI y reconvertida en palacio en el siglo XIX, ubicada el despoblado de Paúles, hoy perteneciente al municipio zaragozano de Erla.

## Historia
Se conoce su existencia desde el año 1092, en que fue donado por el rey Sancho Ramírez al monasterio de San Juan de la Peña, junto a otras iglesias de la zona y fue señorío de los condes de Luna en el siglo XVII. En 1926 sufrió la reforma con la que ha llegado hasta nuestros días realizada por la familia Ena.

## Descripción
Se encuentra dentro de una finca agrícola de unas 3.000 hectáreas, en lo que fue el despoblado de Paúles.
Del antiguo castillo se conserva una sala cubierta por vigas de madera apoyadas sobre arcos apuntados y que presenta dos saeteras. También la base de torre parece corresponder a las mismas.
El resto del edificio ya correspondería a la reforma del siglo XIX, estando todo el conjunto rematado con almenas. Posee una graciosa galería de arcos de medio punto en el tercer piso y grandes ventanales con rejas en el segundo.

## Catalogación
El Castillo palacio de Paúles está incluido dentro de la relación de castillos considerados Bienes de Interés Cultural, en virtud de lo dispuesto en la disposición adicional segunda de la Ley 3/1999, de 10 de marzo, del Patrimonio Cultural Aragonés. Este listado fue publicado en el Boletín Oficial de Aragón del día 22 de mayo de 2006.